# Dadaizmus
A dadaizmus vagy dada az irodalomban és a képzőművészetben egyaránt jelentkező avantgárd művészeti mozgalom volt a 20. század elején. A dada szó a francia nyelvben ’lovacska’, ’paci’, ’vesszőparipa’ jelentésű, de Tristan Tzara szerint „nem jelent semmit”. Az első dadaista csoport 1916-ban szerveződött Zürichben Hugo Ball, Richard Hülsenbeck és Tristan Tzara vezetésével. Később a mozgalom jelentős központjai közé tartozott Berlin, Köln, Hannover, New York és Párizs, és kisebb dadaista csoportok alakultak Hollandiában és Olaszországban is. A dadaista mozgalom az 1920-as évek közepére megszűnt, de eredményei nagy hatást gyakoroltak a későbbi neoavantgárd törekvésekre, így Magyarországon Kassák Lajos, Déry Tibor, Moholy-Nagy László és Barta Sándor munkásságára.

## Története

### A mozgalom születése: a zürichi dadaisták (1916–1920)
Az első világháborúban semleges Svájcban, Zürich városában, az ott emigrációban élő német és francia művészek – Hugo Ball, Emmy Hennings, Tristan Tzara, Hans Richter, Richard Hülsenbeck, Max Oppenheimer, Marcel Janco, Hans Arp – alakították meg a később dada néven ismertté vált csoportot. Közülük elsőként a müncheni Hugo Ball érkezett a városba 1915 májusában, s pár házra az emigrációban élő Lenin lakásától, a Spiegelgasse 1. szám alatt 1916. február 5-én megnyitotta az ötven férőhelyes, színpaddal ellátott Cabaret Voltaire-t, amely később a dadaisták szentélyévé vált. Már a megnyitás napján Oppenheimer és Arp festményei, illetve Janco maszkjai díszítették a helyiség falát, s esténként darabokat, zenés-táncos műsorokat adtak elő. A zürichi kabaréban egymásra talált művészeket egyként fogta össze a háború kegyetlenségével és értelmetlenségével szembeni irtózat, a modern civilizációban mechanikussá váló gyilkolás és pusztítás elítélése, a háborús logika cinizmusának megvetése. Úgy érezték, a kortárs Európában zajló események felülírják az emberi rációt, a rend nem állítható helyre többé, s e rendezetlen értelmetlenséget kell tükröznie a művészetnek is. A polgári társadalom őrületének tükörképeként a művészet formanyelvét, korlátait és szabályait megcsúfolva kell és lehet tiltakozni a világégés ellen.

Hans Arp később elterjedt 1921-es beszámolója szerint Tristan Tzara 1916. február 8-án, a délutáni órákban találta ki a később mozgalmuk elnevezésévé vált dada szót (mialatt Arp „egy brióst emelt bal orrlukához”), s a szó rövidségében, szuggesztív hatásában és hangzásában is az őrület értelmetlenséget tükrözte, ezzel magával ragadta elvbarátait. Ez a leírás azonban több kortárs tanúvallomás alapján legendának tűnik, s a dada szó valódi szülőatyjának Ball vagy Hülsenbeck tekintendő. Tény, hogy a szót egyre gyakrabban használták saját művészeti mozgalmuk leírására, s mire 1916 májusában megjelent programadó folyóiratuk, a Cabaret Voltaire első száma, abban Ball már a következőket írhatta: „Az itt összegyűlt művészek elkövetkezendő célja egy nemzetközi szemle közreadása. A szemle Zürichben fog megjelenni, és a DADA (Dada) Dada Dada Dada Dada címet fogja viselni.”
Később a dadaisták – főként Ball – a Cabaret Voltaire színpadán is felléptek értelmetlen, halandzsa nyelvezetű, pusztán zenei hatású hangverseikkel (lásd jobbra), majd többek által előadott, hangzavarba torkolló szimultán versekkel (Tzara) és lármazenei produkciókkal. Kevéssel később jelentkeztek a véletlenversekkel, amelyeket előre meghatározott szavak felhasználásával, de magukat ösztöneikre bízva, intuitív alapon költöttek. Első nagyszabású estélyüket a Salle zur Waagban tartották meg 1916. július 14-én, s bár Hugo Ball két héttel később Ticinóba költözött, Tzara vezetésével a mozgalom tovább élt, és 1917 márciusában megnyílt a Dada Galéria (Galeria Dada). Eddigre már inkább a vizuális művészeti ágak nyertek vezető szerepet mozgalmukban, de ezek is hagyományaiktól és történelmi kontextusaiktól megfosztva, az értelmetlenségig csupaszítva borzolták a kedélyeket: hulladékokból, talált tárgyakból állítottak össze montázsokat, absztrakt táncokat mutattak be, vagy happening jellegű előadásokon provokálták a közönséget.
A zürichi dadaisták a világháború vége felé szétszéledtek. Richard Hülsenbeck 1917 januárjában visszatért Berlinbe, ahol újrateremtette a dadaizmust. Hans Arp 1919-ben Max Ernsttel és Johannes Theodor Baargelddel megalapította a kölni dadaista csoportot. Ekkor már csak Tristan Tzara – és fiatal követője, Walter Serner – maradt Zürichben, akik további estélyeket rendeztek és a Der Zeitweg című lapot szerkesztették, mígnem 1920 januárjában Tzara is Párizsba ment, ezzel a zürichi dadaista mozgalom megszűnt.
Zürichi dadaisták
| - Hans Arp (1887–1966) - Hugo Ball (1886–1927) - Viking Eggeling (1880–1925) - Emmy Hennings (1885–1948) - Richard Hülsenbeck (1892–1974) - Marcel Janco (1895–1984) - Francis Picabia (1879–1953) - Adya van Rees (1876–1959) | - Otto van Rees (1884–1957) - Hans Richter (1888–1976) - Christian Schad (1894–1982) - Arthur Segal (1875–1944) - Walter Serner (1889–1942) - Sophie Täuber-Arp (1889–1943) - Tristan Tzara (1896–1963) |

### A berlini dadaisták (1918–1921)
Richard Hülsenbeck 1917 januárjában tért vissza Berlinbe zürichi emigrációjából, ahol közreműködésével indult meg a dadaista mozgalom. A német fővárosban csatlakozott a Neue Jugend folyóirat irodalmi köréhez, majd májusban Az új ember (Der neue Mensch) címen publikálta programadó tárcáját, amelyben annak fontosságáról értekezett, hogy a művészek a külső világot kizárva adjanak szárnyat gondolataiknak és hagyatkozzanak belső hallásukra. 1918. január 22-én a Graphisches Kabinettben megtartott gyújtó hangú beszédében a zürichi dadaista csoport követésére szólította fel a berlini művészeket. Hamarosan csatlakozott hozzá Johannes Baader, George Grosz, Raoul Hausmann, Hannah Höch és John Heartfield, s megkezdte működését a berlini dadaista csoport. Míg azonban a zürichiek fő célja a művészet formanyelvének és jelentéstartalmának kiüresítése, lecsupaszítása volt, a berlini dadaisták politikai-társadalmi programmal rendelkeztek. Április 12-én megalakult a Klub DADA, s kiadták a Dada Manifesto című kiáltványt, amelyben a kor ethoszának és konvencióinak semmibevételére szólítottak fel, egyben a dadaista versformákból is ízelítőt nyújtottak.
A csoport folyamatosan az őket anarchistának tekintő rendőrség zaklatásának volt kitéve, noha politikai programjuk eleinte határozott ironikus éllel rendelkezett. A Klub DADA neve idővel A Világforradalom Dadaista Központi Tanácsa lett, s a szervezeten belül Hülsenbeck keresetlen egyszerűséggel a világdadai (Weltdada), Baader pedig „a glóbusz elnöki” tisztét töltötte be. Később politikai-társadalmi mondanivalójuk valóban egyre anarchikusabb lett, a voltaképpen nihilista dadaistákkal szemben már nemcsak a háborút ellenezték, de a weimari köztársaság, a porosz bürokrácia és a kispolgárság ellen is mind gyakrabban emelték fel szavukat alig pár számot megérő folyóirataikban (Der Dada, Die freie Strasse, Der blutige Ernst).
Eközben művészi tevékenységüket sem hanyagolták, s különösen a fotomontázs- és kollázstechnika terén kísérleteztek sokat: újságcikk-kivágatok, fejlécek és fényképek összedolgozásával megújították az orosz konstruktivisták, az olasz futuristák és a kubisták által már bevezetett technikát. Tevékenységükhöz mecénásokat is találtak, e tekintetben tehát a zürichi csoporttal szemben nem csupán a politikai, de a gazdasági vonatkozásokat sem tartották távol a dadaizmustól. 1920. június 30. és augusztus 25. között rendezték meg az I. Nemzetközi Dadavásárt (Erste Internazionale Dada-Messe) Otto Burchard galériájában, amelyen a berliniek mellett a többi dadaista központ művészei is bemutatkoztak közel kétszáz poszterrel, assemblage-zsal és fotomontázzsal. Bár a kiállítást lanyha érdeklődés kísérte, s ennek következtében a botrány is elmaradt, a dadaistákat perbe fogták az egyik kiállítási darab, egy a mennyezetről lógó, disznóálarcos, katonatiszti ruhába öltöztetett próbababa miatt, a német hadsereg megsértésének vádjával. Az 1921 áprilisában véget érő tárgyalás során ugyan senkit nem ítéltek börtönbüntetésre, de mindez a berlini dadaista csoport felbomlásához vezetett.
Berlini dadaisták
| - Johannes Baader (1875–1955) - Erwin Blumenfeld (1897–1969) - Paul Citroen (1896–1983) - Otto Dix (1891–1969) - Viking Eggeling (1880–1925) - Carl Einstein (1885–1940) - Edgar Firn (1892–1982) - Salomo Friedlaender vagy Mynona (1871–1946) - Jefim Golyscheff (1897–1970) | - Otto Gross (1877–1920) - George Grosz (1893–1959) - Raoul Hausmann (1886–1971) - John Heartfield (1891–1968) - Wieland Herzfelde (1896–1988) - Hannah Höch (1889–1978) - Richard Hülsenbeck (1892–1974) - Franz Jung (1888–1963) - Walter Mehring (1896–1981) - Rudolf Schlichter (1890–1955) |

### A kölni dadaisták (1919–1922)

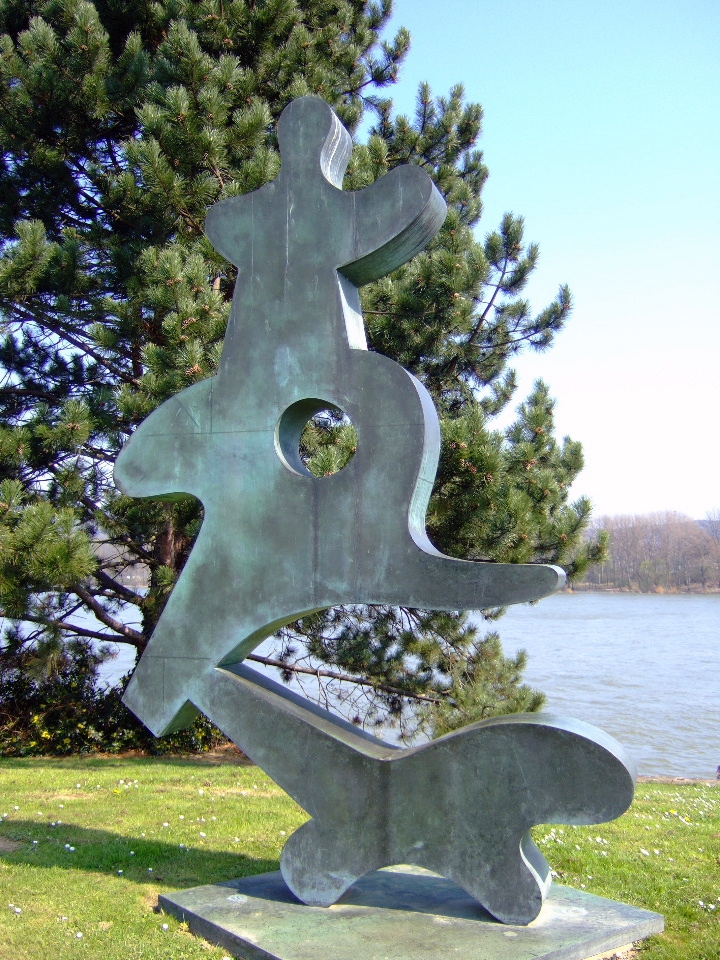
Hans Arp szobra

Az első, zürichi dadaista csoport tagja, Hans Arp 1919 elején Kölnbe költözött, ahol Max Ernsttel és Johannes Baargelddel tavasszal dadaista kiállítást rendeztek a maguk és Francis Picabia, Heinrich Hörle és Luise Straus-Ernst munkáiból. A kölni trió két, néhány számot megérő dadaista folyóiratot is kiadott (Die Schammade, Der Ventilator), és eleven kapcsolatot ápolt a többi dadaista csoporttal, de önálló művészeti arculata nem alakult ki – a kölni dadaizmus mint magatartás fogalmazódott meg. Jobbára performanszokat rendeztek, értve ezalatt konvencionális képzőművészeti kiállítások, komolyzenei koncertek botrányos félbeszakítását. Emellett maguk is szerveztek tárlatokat, amelyeken más avantgárd művészek is megjelentek, mint az absztrakt Otto Freindlich, a szürrealista Paul Klee, vagy a konstruktivista Franz Wilhelm Seiwert. Emiatt kispolgári tendenciákkal vádolták a kölni dadaistákat, s 1920 tavaszán a rendőrség is bezáratta kiállítóhelyiségüket pornográfia címén (hivatkozási alapul egy továbbgondolt Dürer-akt szolgált). Arp még abban az évben csatlakozott a párizsi dadaistákhoz, ahová 1922-ben Ernst is követte.
Kölni dadaisták
| - Hans Arp (1887–1966) - Johannes Baargeld (1892–1927) - Max Ernst (1891–1976) | - Angelika Hörle (1899–1923) - Heinrich Hörle (1895–1936) - Franz Wilhelm Seiwert (1894–1933) |

### A hannoveri Merz (1919–1932)
A hannoveri festőművész, Kurt Schwitters 1918 végén ismerkedett meg a berlini dadaista csoport egyik tagjával, Raoul Hausmann-nal. Azonnal barátságot kötöttek, de Schwitters nem kerülhetett be a berlini Klub Dadába, arra hivatkozásul, hogy képeivel „konvencionális” tárlatokon vesz részt és könyvet is publikált. Schwitters külön utakon kereste hát az önkifejezés módozatait, s 1919 júliusában Berlinben jelentkezett első önálló kiállításával, amelyen a dadaisták által kedvelt képzőművészeti kollázsokat, assemblage-okat állított ki. A tárlat címe Merz volt, de Schwitters – a dada mintájára – ezzel az értelmetlen német szóval jelölte művészete egészét és lényegét, azzal a különbségtétellel, hogy a művészetellenes dadával szemben a Merzet művészetként határozta meg. Festményeit és assemblage-ait az ötletszerűen elhelyezett köznapi tárgyak sokasága jellemezte, de Schwitters hasonló szellemben készített szobrokat és írt hangverseket is. Művészetét egy évtizeden át a dadaizmus hatására megfogalmazott művészi koncepciónak szentelte („A Merz én vagyok” – ahogy 1927-ben írta). 1923-ban indított, Merz című folyóirata 1932-ig jelent meg, és bár Schwitters 1948-as haláláig hű maradt a dadaista mozgalomhoz, a későbbi években művészi tevékenysége háttérbe szorult.
Hannoveri dadaisták
| - Schwitters, Kurt (1887–1948) - Spengemann, Christof (1877–1952) |

### Amerikai dadaisták
Hivatalosan a dadaizmus Zürichben keletkezett 1916-ban. A dadaizmus kalandja azonban egy évvel korában elkezdődött New Yorkban. Picabia és Duchamp korabeli tevékenysége már vitathatatlanul hordozza a dadaizmus szellemének csíráit. Ha a Dada igazi produkciója mindenekelőtt a gesztus, akkor Duchamp és Picabia igazán kiváló dadaista művészek voltak, amikor 1915-ben New Yorkban a svájci és német dadaistákhoz hasonló, csak sokkal erősebb tevékenységbe kezdtek. A dadaista tevékenységet sok ottani művész is átvette.
New York-i dadaisták
| - Walter Conrad Arensberg (1878–1954) - John Covert (1882–1960) - Jean Crotti (1878–1958) - Charles Demuth (1883–1935) - Arthur Garfield Dove (1880–1946) - Katherine Sophie Dreier (1877–1952) - Marcel Duchamp (1887–1968) - Elsa von Freytag-Loringhoven (1874–1927) - Marsden Hartley (1877–1943) - Matthew Josephson (1899–1978) - Mina Loy (1882–1966) | - Agnes Meyer (1887–1970) - Francis Picabia (1879–1953) - Man Ray (1890–1976) - Morton Livingston Schamberg (1881–1918) - Charles Sheeler (1883–1965) - Joseph Stella (1883–1965) - Alfred Stieglitz (1864–1946) - Adolf Wolff (1883–1944) - Beatrice Wood (1893–1998) - Marius de Zayas (1880–1961) |

### Franciaországi dadaisták
Körülbelül „1919 végén – meséli André Breton – Tzara úgy érkezett meg Párizsba, mint a Messiás.” Tzara Párizsba érkezésével itt is megkezdődnek a dadaista tüntetések. A francia dadaisták, Rimbaud örökösei, azt hitték, hogy tovább élhetnek, ha provokatív aktivizmussal kiégetik sebeiket. Legtisztább pillanatában ez jellemezte a francia dadaizmust. Ezért nem lehet hát nagy művészi vagy irodalmi eredményeket keresni e mozgalom rövid életének időszakában.
Párizsi dadaisták
| - Louis Aragon (1897–1982) - Céline Arnauld (1885–1952) - Hans Arp (1887–1966) - André Breton (1896–1966) - Serge Charchoune (1888–1975) - Marcel Duchamp (1887–1968) - Paul Éluard (1895–1952) - Max Ernst (1891–1976) - Théodore Fraenkel (1896–1964) | - Clément Pansaers (1885–1922) - Benjamin Péret (1899–1959) - Francis Picabia (1879–1953) - Man Ray (1890–1976) - Georges Ribemont-Dessaignes (1884–1974) - Philippe Soupault (1897–1990) - Tristan Tzara (1896–1963) - Jacques Vaché (1895–1919) - Ilja Zdanevics vagy Iliazd (1894–1975) |

## Jellemzői
A gesztus fontos, nem a mű. Egyetlen dolog fontos, hogy ez a gesztus provokálja az úgynevezett jó ízlést, az erkölcsöt, a regulákat, a törvényt; éppen ezért a fő kifejezési eszközük a botrány. A szimbolizmusban gyökerező elvet viszik tovább: „A költészetet cselekvéssé kell alakítani.” Előadások, szabad-versek formájában fejezik ki ezt.
Akárcsak a német expresszionizmusnál, a tiltakozás mélyén itt is a pozitivista ész hamis mítoszai elleni erők feszültek. A dadaizmusban azonban ez a tiltakozás már dühödten jutott el a szélsőségekig, sőt az ész tökéletes tagadásáig. Lázadnak a ráció ellen. „Az ördög vigye a fenébe az eszemet” – mondja majd Tzara. Más szóval az a pszichologikus és metafizikus irracionalizmus, melybe az expresszionizmus torkollik, a dadaizmusban már a soha nem látott méretű nihilizmus módszertani alapköve lesz.
Nem filozófiai megalapozásra törekszenek: szatirikus, ál-filozofikus részek keverednek kiáltványaikban. Főleg Tzara kijelentései tükrözik ezt, melyben expresszív hasonlatokkal fejti ki nézeteit. Míg a futurizmusban egyfajta optimista hit jelenik meg a gépekhez való hozzáállásukban, addig a dadaisták minden gépi dolgot elvetnek.
„1916–17 időszakában úgy látszott, hogy a háború soha nem fog véget érni… Határozottan a háború ellen voltunk, anélkül azonban, hogy az utópisztikus pacifizmus hajlékony redőibe bújtunk volna. Tudtuk, hogy a háborút csak úgy lehet elpusztítani, ha kitépjük gyökereit is. Türelmetlenül élni szerettünk volna, s megcsömörlöttünk a modern civilizáció minden formájától, alapjaitól, észjárásától, nyelvétől, s lázadásunk olyan jelleget öltött, melyben a groteszk és az abszurd jóval túlhaladta a művészi értékeket.” – Tzara.
Szabályok elvetése, féktelen szabadság, önkényesség, véletlen-elv, a kalandos élet kedvelése, infantilizmus, spontaneitás: mind közrejátszik művészetük kifejlődésében. Az infantilizmus egy új művészi attitűd, melynek előzményei a szimbolizmusban is megtalálhatóak, ez pedig a gyermekkor spontaneitása, felhőtlensége, energiákat felszabadító eljárása.
Elvetik a politikai cselekvést. A szabadságot anarchisztikusan fogják fel: minden rendszert le kell rombolni, minden pillanatban a művésznek önmagát is le kell rombolnia, annak érdekében, hogy újra tudjon éledni. Nincsen örökre rögzített szabadság, hanem csak a szabadság lendületessége, melyben a Dada úgy él, hogy állandóan megtagadja saját magát is.
A dadaizmusban az egész századot meghatározó hozzáállás jelenik meg: a műtárgyak előtérbe helyezése, a tárgyalkotó művész típusa. Korlátozzák a művészi kézírást, elvetik a romantikus, önkiíró művész alaptípusát, cinikus magatartással viseltetnek iránta.
Minimalisztikus beállítódás is jellemző rájuk: fennkölt dolgok helyett a mindennapi, hétköznapi dolgokkal foglalkoznak, a természetességre törekszenek. Kollázs-technikájukban is ilyen tárgyakat applikálnak, ez a naturalizmus egyfajta újraéledése – minden dolog ábrázolásra méltó. A készen talált, megszépített valóság befogadására törekszenek. A káoszt – abban az értelmében, ahogy természetes – tartják elsődlegesnek.
Lemondanak a festésről, inkább a koncept-art felé nyitnak kaput. Duchamp művészete nagy hatással volt ennek kialakulásában.

### Ihlető forrásaik
- Szecesszió
- Expresszív vonások
- Szimbolizmusban fellelhetők indulatainak egyes motivációi
- Amit ezáltal ők tettek hozzá a művészethez, hogy a töredezettséget és a fragmentumokat hangsúlyozták.

Ha a dadaizmus a képzőművészeti irányzatok eszközeit alkalmazza is, műalkotási folyamatában lényegesen eltér tőlük, már amennyiben „műalkotásról” ebben az esetben szó lehet. A Dada műveinek alkotásakor nem a rendező elme, nem a stiláris összefüggések keresése, nem a formai arányosság uralkodik. Nem műveket teremtenek, hanem tárgyakat. Íme például mit tanácsol Tzara „egy dadaista vers elkészítéséhez”:
„Vegyetek újságot. Vegyetek ollót. Válasszatok ki az újságban egy olyan hosszú cikket, amilyen hosszúnak a költeményt szánjátok. Vágjátok ki a cikket. Gondosan vágjátok ki belőle a cikk szavait és az összest tegyétek bele egy zacskóba. Gyengéden rázzátok össze. Egymás után húzzátok ki a szavakat és olyan sorrendbe rakjátok le, amilyenben előjöttek. Lelkiismeretesen másoljátok le őket. A költemény rátok fog hasonlítani. Íme végletesen eredeti és elbűvölő érzékenységű íróvá váltok…”
Sok dadaista „mű” készült el a „kalapköltemény” módszere szerint, azaz a legkülönfélébb elemek formája, színe, anyaga szerinti véletlen összevegyítéséből.
A dadaizmusban a harag, a káosz és a frusztráció kifejezése két irányba tart:
- Anarchistán fordulnak a művészet ellen, az irrelevancia bemutatása: egyfajta sohasem látott szentségtörő és képromboló düh. Rohamot indított a gondolkodás alapjai ellen, kétségbe vonta a nyelvet, az összefüggéseket, az azonosság elvét és a művészi kifejező eszközöket, egyáltalán: a művészet létjogosultságát.
-A játék és a tréfa módszere: természetesen szó sincs kedves komikumról vagy ártatlan viccről, ez egyfajta kétélű fegyver.
A dadaizmus kialakulásában fontos volt Duchamp, Picabia és Man Ray termékeny egymásra- hatása. Picabia lázadó és nagyhangú, Duchamp visszahúzódó, intellektuális beállítottságú, ironikus típus volt.
A dadaizmus minden szabályt felrúgott, az illem szabályait is. Nem lehetett megragadni, hiszen nem volt se füle, se farka. Nem lehetett ellentmondani neki, hiszen maga volt az ellentmondás. Az egyetlen állandó tényező ebben a monumentális és zseniális tűzijátékban – eltekintve a mindegyikük által vallott pacifizmustól és a háború gyűlöletétől – talán az az általános szándék volt, hogy „tabula rasa” -t teremtsenek, megsemmisítsenek minden bevett felfogást, „kulturális vívmányt”, mindenféle kényszert és cenzúrát, és visszatérjenek a nullához, ahonnan kiindulva minden lehetséges. 
A Dada a kivételes állapot mozgalma volt, nem olyasvalami, amit át lehetett volna méretezni, normálisabb sínekre fektetni, törvényes személyi igazolvánnyal ellátni, lakást keresni és aztán nyugodt, békés életet biztosítani neki. Igaz volt tehát a dadaista „logika” azon állítása, hogy a Dada megöli a Dadát. A dadaizmus végének igazi magyarázata ebben van és nem azokban a különféle ellentétekben, melyek annak idején Breton és Tzara között kirobbantak. Berlinben már 1920-ban elég viharosan véget ért a dadaizmus, mint mozgalom; Párizsban a kikerülhetetlen vég 1923-ban következik be – kikerülhetetlen, de tudatos vég ez. „A dadaizmus úgy tűnt el, ahogy keletkezett, szinte véletlenül, ugyanannak a szabadságnak a nevében, amely váratlanul lehetővé tette a létezését.” – Marc Dachy.